# Rasavka, Kaharlîk
Rasavka (în ucraineană Расавка) este o comună în raionul Kaharlîk, regiunea Kiev, Ucraina, formată numai din satul de reședință.

## Demografie
Componența lingvistică a comunei Rasavka
     Ucraineană (97,37%)
     Rusă (2,11%)
     Alte limbi (0,53%)
Conform recensământului din 2001, majoritatea populației comunei Rasavka era vorbitoare de ucraineană (97,37%), existând în minoritate și vorbitori de rusă (2,11%).